# Persone di nome Alexis
| Questa pagina contiene informazioni ricavate automaticamente dalle voci biografiche con l'ausilio del template Bio e di un bot. L'aggiornamento è periodico e automatico e ricostruisce completamente la pagina. Se manca una persona in questa lista, sei pregato di non aggiungerla, ma accertati piuttosto che la sua voce biografica contenga il template Bio e che i dati anagrafici siano correttamente compilati. Se il template Bio manca, inseriscilo tu stesso o, in alternativa, metti l'avviso {{tmp\|Bio}} che ne segnala la mancanza. Se i dati riportati sono sbagliati, correggi direttamente la voce biografica; le modifiche saranno visibili in questa lista entro pochi giorni. Per chiarimenti vedi il progetto antroponimi. La lista contiene solo le 187 persone che sono citate nell'enciclopedia e per le quali è stato implementato correttamente il template Bio. Pagina aggiornata al 6 ago 2025. |

Questa è una lista di persone presenti nell'enciclopedia che hanno il nome Alexis, suddivise per attività principale.

## Allenatori di calcio(3)
- Alexis Ferrero, allenatore di calcio e ex calciatore argentino (Calchaquí, n. 1979)
- Alexis García, allenatore di calcio e ex calciatore colombiano (Quibdó, n. 1960)
- Alexis Mendoza, allenatore di calcio e ex calciatore colombiano (Barranquilla, n. 1961)

## Allenatrici di pallacanestro(1)
- Alexis Gray-Lawson, allenatrice di pallacanestro e ex cestista statunitense (Oakland, n. 1987)

## Alpinisti(1)
- Alexis Brocherel, alpinista italiano (Courmayeur, n. 1874 - † 1927)

## Arbitri di calcio(1)
- Alexis Ponnet, ex arbitro di calcio belga (Bruxelles, n. 1939)

## Architetti(2)
- Alexis de Chateauneuf, architetto e urbanista tedesco (Amburgo, n. 1799 - Amburgo, † 1853)
- Alexis Josic, architetto francese (Bečej, n. 1921 - Sèvres, † 2011)

## Arcivescovi cattolici(1)
- Alexis-Basile-Alexandre Menjaud, arcivescovo cattolico francese (Chusclan, n. 1791 - Bourges, † 1861)

## Artisti marziali misti(1)
- Alexis Davis, artista marziale misto canadese (Port Colborne, n. 1984)

## Astronomi(2)
- Alexis Bouvard, astronomo francese (Les Contamines-Montjoie, n. 1767 - Parigi, † 1843)
- Alexis Brandeker, astronomo svedese (Stoccolma, n. 1974)

## Attori(8)
- Alexis Cruz, attore statunitense (Bronx, n. 1974)
- Alexis Damianos, attore e regista greco (Atene, n. 1921 - Atene, † 2006)
- Alexis Denisof, attore statunitense (Salisbury, n. 1966)
- Alexis Georgoulis, attore, regista e politico greco (Larissa, n. 1974)
- Alexis Manenti, attore e sceneggiatore francese (n. 1987)
- Alexis Michalik, attore, drammaturgo e scrittore francese (Parigi, n. 1982)
- Alexis Minotis, attore e regista greco (La Canea, n. 1900 - Atene, † 1990)
- Alex Wyse, attore statunitense (Beachwood, n. 1987)

## Attrici(4)
- Alexis Arquette, attrice statunitense (Los Angeles, n. 1969 - Los Angeles, † 2016)
- Alexis Dziena, attrice statunitense (New York, n. 1984)
- Alexis Knapp, attrice e modella statunitense (Avonmore, n. 1989)
- Alexis Zegerman, attrice e drammaturga britannica (Londra, n. 1977)

## Attrici pornografiche(3)
- Alexis Fawx, attrice pornografica statunitense (Pennsylvania, n. 1975)
- Alexis Love, ex attrice pornografica e modella statunitense (Sacramento, n. 1987)
- Alexis Texas, ex attrice pornografica e ballerina statunitense (Panama, n. 1985)

## Biatleti(1)
- Alexis Bœuf, ex biatleta e fondista francese (Chambéry, n. 1986)

## Cantanti(2)
- Alvan, cantante e musicista francese (Lorient, n. 1993)
- Alexis Jordan, cantante statunitense (Columbia, n. 1992)

## Cardinali(1)
- Alexis Billiet, cardinale e politico italiano (Les Chapelles, n. 1783 - Chambéry, † 1873)

## Cestiste(7)
- Lexie Brown, cestista statunitense (Boston, n. 1994)
- Alexis Hornbuckle, ex cestista statunitense (Charleston, n. 1985)
- Alexis Jones, cestista statunitense (Midland, n. 1994)
- Alexis Morris, cestista statunitense (Beaumont, n. 1999)
- Alexis Peterson, cestista statunitense (Columbus, n. 1995)
- Alexis Prince, cestista statunitense (Jacksonville, n. 1994)
- Alexis Proffitt, ex cestista statunitense (n. 1975)

## Cestisti(6)
- Alexis Ajinça, ex cestista e allenatore di pallacanestro francese (Saint-Étienne, n. 1988)
- Alexis Elsener, cestista argentino (Villa María, n. 1988)
- Alexis Mestre, ex cestista cubano (Sancti Spíritus, n. 1986)
- Alexis Tanghe, cestista francese (Blois, n. 1990)
- Alex Van Gils, cestista belga (n. 1926)
- Alexis Wangmene, cestista camerunese (Yaoundé, n. 1989)

## Chirurghi(1)
- Alexis Carrel, chirurgo e biologo francese (Sainte-Foy-lès-Lyon, n. 1873 - Parigi, † 1944)

## Cicliste su strada(2)
- Alexis Rhodes, ex ciclista su strada e pistard australiana (Alice Springs, n. 1984)
- Alexis Ryan, ciclista su strada statunitense (n. 1994)

## Ciclisti su strada(6)
- Alexis Gougeard, ex ciclista su strada e ex pistard francese (Rouen, n. 1993)
- Alexis Guérin, ciclista su strada francese (Libourne, n. 1992)
- Alexis Macar, ciclista su strada belga (Liegi, n. 1899 - Liegi, † 1975)
- Alexis Michiels, ciclista su strada belga (Bruxelles, n. 1893 - Uccle, † 1976)
- Alexis Renard, ciclista su strada francese (Saint-Brieuc, n. 1999)
- Alexis Vuillermoz, ex ciclista su strada e ex mountain biker francese (Saint-Claude, n. 1988)

## Compositori(1)
- Emmanuel Chabrier, compositore e pianista francese (Ambert, n. 1841 - Parigi, † 1894)

## Cuochi(1)
- Alexis Soyer, cuoco e scrittore francese (Meaux-en-Brie, n. 1810 - Londra, † 1858)

## Danzatori(1)
- Alexis Rassine, ballerino lituano (Kaunas, n. 1919 - Crawley, † 1992)

## Discoboli(1)
- Alexis Elizalde, ex discobolo cubano (L'Avana, n. 1967)

## Drammaturghi(1)
- Alexis Decomberousse, drammaturgo e librettista francese (Vienne, n. 1793 - Parigi, † 1862)

## Filosofi(2)
- Alexis Rosenbaum, filosofo francese (Parigi, n. 1969)
- Alexis de Tocqueville, filosofo, politico e giurista francese (Parigi, n. 1805 - Cannes, † 1859)

## Fisici(1)
- Alexis Thérèse Petit, fisico e docente francese (Vesoul, n. 1791 - Parigi, † 1820)

## Fondisti(1)
- Alexis Jeannerod, fondista francese (Pontarlier, n. 1991)

## Fotografi(1)
- Alexis Gaudin, fotografo francese (Saintes, n. 1816 - Saint-Ouen-sur-Seine, † 1894)

## Fumettisti(1)
- Matz, fumettista francese (Rouen, n. 1967)

## Generali(3)
- Alexis Chalbos, generale francese (Cubières, n. 1736 - Magonza, † 1803)
- Alexis Hagron, generale francese (Caen, n. 1845 - Angers, † 1909)
- Alexis Balthazar Henri Schauenburg, generale francese (Hellimer, n. 1748 - Geudertheim, † 1831)

## Ginnaste(1)
- Alexis Priessman, ginnasta statunitense (Cincinnati, n. 1997)

## Giocatori di baseball(1)
- Alex Ríos, ex giocatore di baseball statunitense (Coffee, n. 1981)

## Giornalisti(1)
- Alexis Petridis, giornalista e critico musicale britannico (Sunderland, n. 1971)

## Golfiste(1)
- Lexi Thompson, golfista statunitense (Coral Springs, n. 1995)

## Illusionisti(1)
- Alexis Arts, illusionista, attore e ballerino italiano (Foggia, n. 1986)

## Imprenditori(1)
- Alexis Ohanian, imprenditore statunitense (New York, n. 1983)

## Indologi(1)
- Alexis Sanderson, indologo britannico (n. 1948)

## Matematici(2)
- Alexis Clairault, matematico e astronomo francese (Parigi, n. 1713 - Parigi, † 1765)
- Alexis Fontaine des Bertins, matematico francese (Claveyson, n. 1704 - Cuiseaux, † 1771)

## Medici(2)
- Alexis de Abreu, medico portoghese (Alcáçovas - Lisbona, † 1630)
- Alexis Boyer, medico, chirurgo e anatomista francese (Uzerche, n. 1757 - Parigi, † 1833)

## Mezzofondisti(1)
- Alexis Miellet, mezzofondista francese (Digione, n. 1995)

## Militari(1)
- Alexis Bidal d'Asfeld, ufficiale francese (n. 1654 - Aquisgrana, † 1689)

## Missionari(1)
- Alexis Canoz, missionario e vescovo cattolico francese (Sellières, n. 1805 - Tiruchirappalli, † 1888)

## Modelle(2)
- Alexis Ren, supermodella statunitense (Santa Monica, n. 1996)
- Alexis Skye, modella statunitense (Chandler, n. 1974)

## Musicisti(1)
- Alexis Korner, musicista inglese (Parigi, n. 1928 - Londra, † 1984)

## Operai(1)
- Alexis Louis Trinquet, operaio francese (Valenciennes, n. 1835 - Parigi, † 1882)

## Pallavoliste(5)
- Alexis Conaway, pallavolista statunitense (Orange City, n. 1996)
- Alexis Crimes, pallavolista statunitense (Rancho Cucamonga, n. 1986)
- Alexis Hart, pallavolista statunitense (n. 1998)
- Alexis Olgard, pallavolista statunitense (Spokane, n. 1991)
- Alexis Rodriguez, pallavolista statunitense (Sterling, n. 2003)

## Pallavolisti(2)
- Alexis Colón, pallavolista portoricano (n. 1990)
- Alexis González, pallavolista argentino (Buenos Aires, n. 1981)

## Pianisti(1)
- Alexis Weissenberg, pianista bulgaro (Sofia, n. 1929 - Lugano, † 2012)

## Piloti motociclistici(1)
- Alexis Masbou, pilota motociclistico francese (Albi, n. 1987)

## Pittori(4)
- Alexis Simon Belle, pittore francese (Parigi, n. 1674 - Parigi, † 1734)
- Alexis Douillard, pittore francese (Nantes, n. 1835 - Meudon, † 1905)
- Alexis Grimou, pittore francese (Argenteuil, n. 1678 - Parigi, † 1733)
- Alexis Mérodack-Jeanneau, pittore francese (Angers, n. 1873 - Angers, † 1919)

## Poeti(1)
- Alexis Piron, poeta e drammaturgo francese (Digione, n. 1689 - Parigi, † 1773)

## Politiche(1)
- Alexis Herman, politica statunitense (Mobile, n. 1947 - Washington, † 2025)

## Politici(1)
- Alexis Corbière, politico francese (Béziers, n. 1968)

## Pugili(4)
- Alexis Argüello, pugile e politico nicaraguense (Managua, n. 1952 - Managua, † 2009)
- Alexis Pritchard, pugile sudafricana (Bellville, n. 1983)
- Alexis Rubalcaba, ex pugile cubano (Pedro Betancourt, n. 1972)
- Alexis Vastine, pugile francese (Pont-Audemer, n. 1986 - Villa Castelli, † 2015)

## Rapper(1)
- Lexii Alijai, rapper statunitense (Saint Paul, n. 1998 - Minneapolis, † 2020)

## Registi(2)
- Alexis Granowsky, regista russo (Mosca, n. 1890 - Parigi, † 1937)
- Alexis Sweet, regista italiano (Roma, n. 1963)

## Rugbisti a 15(1)
- Alexis Palisson, rugbista a 15 francese (Montauban, n. 1987)

## Schermidori(1)
- Alexis Leiva, ex schermidore cubano

## Schermitrici(1)
- Alexis Jemal, schermitrice statunitense (n. 1981)

## Sciatori alpini(2)
- Alexis Monney, sciatore alpino svizzero (Châtel-St-Denis, n. 2000)
- Alexis Pinturault, sciatore alpino francese (Moûtiers, n. 1991)

## Scrittori(2)
- Alexis Bouvier, romanziere, librettista e paroliere francese (Parigi, n. 1836 - Parigi, † 1892)
- Alexis Jenni, scrittore francese (Lione, n. 1963)

## Scrittrici(1)
- Alexis Wright, scrittrice australiana (Cloncurry, n. 1950)

## Scultori(1)
- Alexis André, scultore francese (Parigi, n. 1855 - Parigi, † 1935)

## Storici(1)
- Alexis Bétemps, storico, etnologo e politico italiano (Saint-Christophe, n. 1944)

## Tennistavolisti(1)
- Alexis Lebrun, tennistavolista francese (Montpellier, n. 2003)

## Tennisti(1)
- Alexis Galarneau, tennista canadese (Laval, n. 1999)

## Tiratori a segno(1)
- Alexis Raynaud, tiratore a segno francese (Grasse, n. 1994)

## Triplisti(1)
- Alexis Copello, triplista cubano (Santiago di Cuba, n. 1985)

## Tuffatori(2)
- Alexis Coquet, ex tuffatore francese
- Alexis Jandard, tuffatore francese (Écully, n. 1997)

## Velociste(1)
- Alexis Holmes, velocista statunitense (Hamden, n. 2000)

## Vescovi cattolici(2)
- Alexis Phạm Văn Lộc, vescovo cattolico vietnamita (Huế, n. 1919 - † 2011)
- Alexis Touably Youlo, vescovo cattolico ivoriano (Béréblo, n. 1959)

## Wrestler(1)
- Alexa Bliss, wrestler statunitense (Columbus, n. 1991)